# Amalaberga
Amalaberga (? - 540?) byla durynskou královnou, dcerou Amalafridy, která byla dcerou Theodemira, krále Ostrogótů. Její otec je neznámý, jejím strýcem byl Theodorich Veliký. V dospělosti se stala manželkou Herminafrieda, posledního krále Durynska. Jejich potomky byl syn Amalafrid a dcera Rodelinda, která se provdala za langobardského krále Audoina. Podle Procopia, po Hermanfridově smrti, uprchla se svými dětmi k bratru Theodahadovi, který byl v té době (534-536) králem Ostrogótů.